# Yūya Mitsunaga
Yūya Mitsunaga (japanisch 光永 祐也 Mitsunaga Yūya; * 29. November 1995 in der Präfektur Fukuoka) ist ein japanischer Fußballspieler.

## Karriere
Mitsunaga erlernte das Fußballspielen in der Jugendmannschaft von Avispa Fukuoka. Seinen ersten Vertrag unterschrieb er 2014 bei Avispa Fukuoka. Der Verein spielte in der zweithöchsten Liga des Landes, der J2 League. Für Fukuoka absolvierte er vier Ligaspiele. 2015 wurde er an den Drittligisten AC Nagano Parceiro verliehen. Für Nagano Parceiro absolvierte er zwei Ligaspiele. 2016 wurde er an den Azul Claro Numazu verliehen. 2017 wechselte er zum Zweitligisten Roasso Kumamoto, für den er 16 Ligaspiele absolvierte. 2018 wechselte er zum Drittligisten Fujieda MYFC, für den er 18 Ligaspiele absolvierte. 2019 wechselte er zum Ligakonkurrenten Thespakusatsu Gunma. Hier wurde er 2019 Vizemeister der J3 League und stieg in die J2 League auf.